# أندريس تشادويك
أندريس تشادويك (بالإسبانية: Andrés Chadwick)‏ هو محامي وسياسي تشيلي، ولد في 2 يناير 1956 بسانتياغو في تشيلي. حزبياً، نشط في Independent Democratic Union ‏.

## مناصب
- انتخب minister Secretary General of Government of Chile ‏ (18 يوليو 2011 – 5 نوفمبر 2012).
- انتخب Interior and Public Security Minister of Chile ‏ (11 مارس 2018 – ).
- انتخب Interior and Public Security Minister of Chile ‏ (5 نوفمبر 2012 – 11 مارس 2014).
- انتخب عضو مجلس الشيوخ من شيلي.
- انتخب عضو مجلس النواب من شيلي.